# Национальный дендрарий США
Национальный дендрарий (арборетум) США (англ. United States National Arboretum) — дендрарий, расположенный в северо-восточной части Вашингтона, столицы США. Один из самых крупных дендрариев страны.

## История
Предложения по основанию в Вашингтоне дендрария впервые звучали ещё в 1901 году. Национальный арборетум был заложен 4 марта 1927 года по распоряжению Конгресса США при содействии ландшафтного архитектора Фредерика Лоу Олмстеда-младшего. В 1928 году на создание дендрария было выделено 189 акров (765 га) земли. В настоящее время он управляется Службой сельскохозяйственных исследований Министерства сельского хозяйства США.
В 1973 году Национальный дендрарий был включён в Национальный реестр исторических мест США. Код в реестре — 73002122.

## Описание ботанического сада
Дендрарий находится в 3,5 км к северо-востоку от Капитолия. Входы в дендрарий расположены на улицах New York Avenue и R Street. Площадь, занимаемая дендрарием, — 446 акров (1,8 км²). На востоке сад ограничен рекой Анакостия. По дендрарию проложено 9,5 миль (15,3 км) пешеходных дорожек. Ежегодно сад посещают свыше 500 тысяч человек. Ближайшая станция метрополитена — Стэдиум-Армэри.
Отдельные исследовательские филиалы Дендрария расположены в Белтсвилле (Мэриленд) и Макминнвилле (Теннесси).

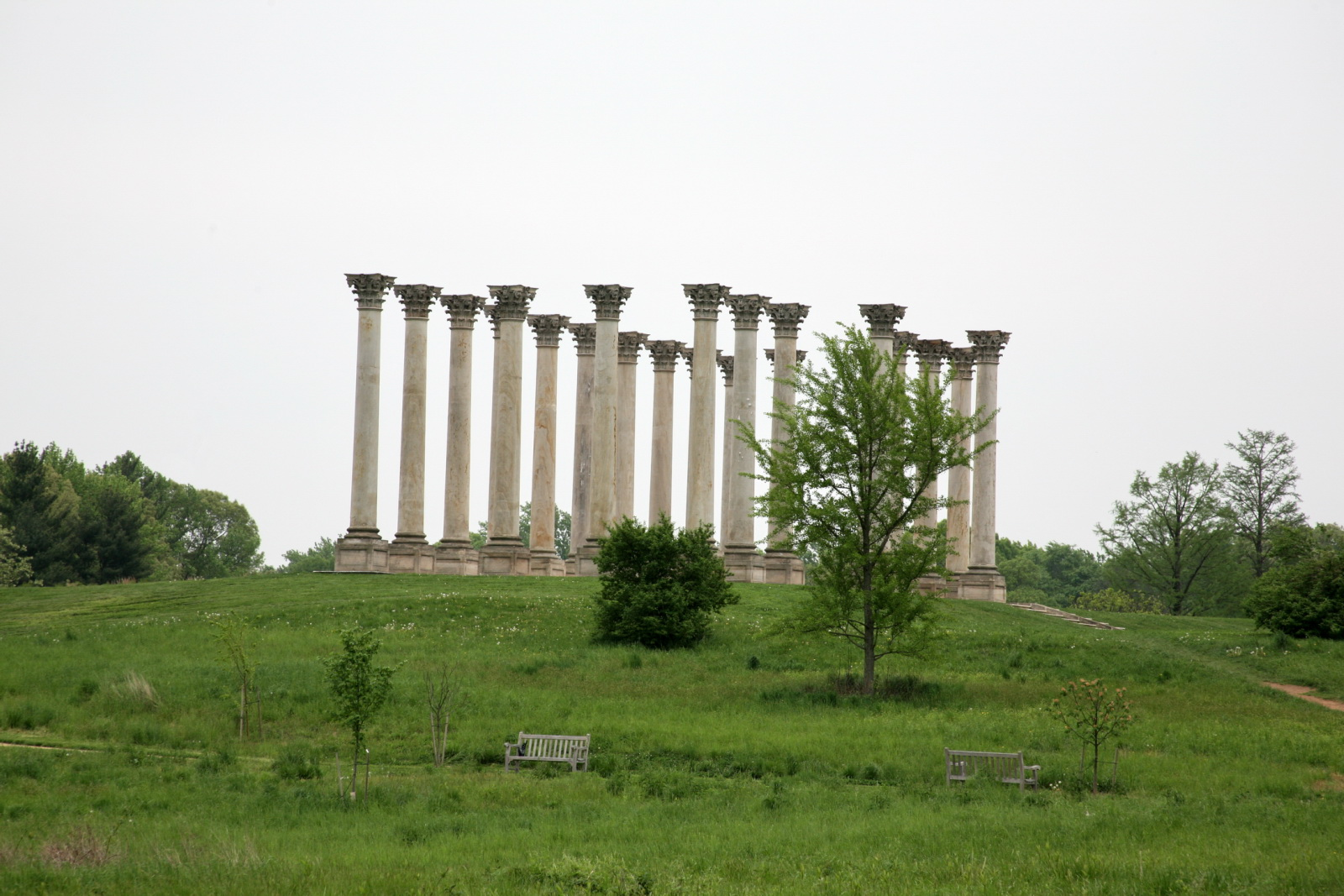
22 колонны, с 1828 года бывшие частью Капитолия США

Дендрарий разделён на несколько тематических садов, среди которых выделяются обширные плантации, занятые исключительно представителями одного рода — рододендроном, самшитом, нарциссом, лилейником, кизилом, падубом, магнолией и клёном. Также присутствуют сад водных растений, сад растений Азии, сад природной флоры папоротников, сад красивоцветущих деревьев. На территории дендрария расположен Национальный фонд бонсай. В «Роще деревьев штатов» собраны группы деревьев, являющихся официальными каждого из штатов США, а также округа Колумбия. Национальный сад трав был основан в 1980 году Травяным обществом Америки.
В 1980-х годах в сад были перевезены 24 колонны Капитолия США, заменённые после перестраивания здания. 22 из них в настоящее время стоят на «Эллиптическом лугу», в то время как две оставшиеся были повреждены и лежат среди коллекции рододендронов.
Гербарий Национального дендрария был основан в 1934 году, к 2014 году насчитывает свыше 600 тысяч образцов растений. Официальный код гербария — NA.

## Галерея фотографий

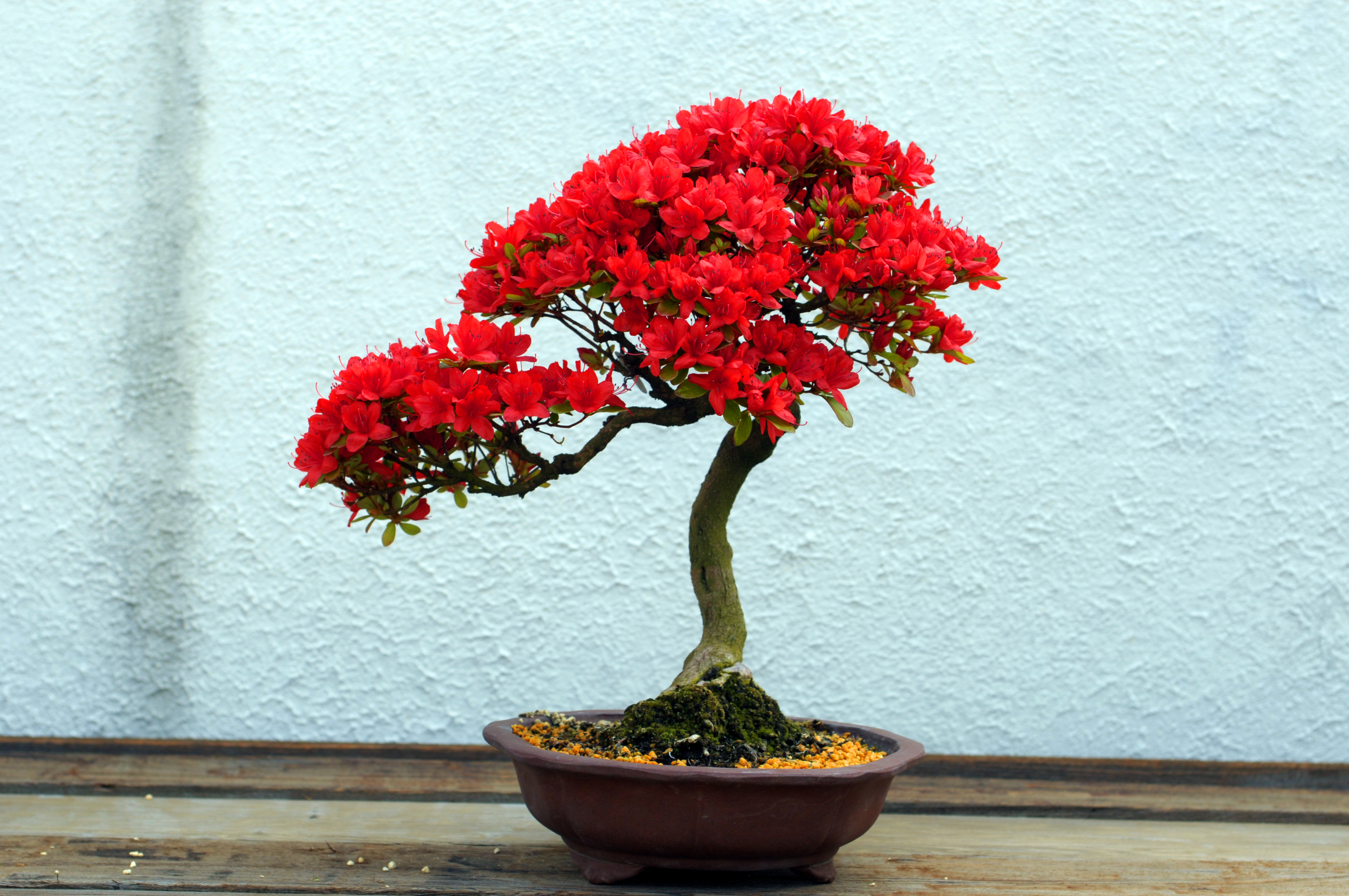
Бонсай азалеи
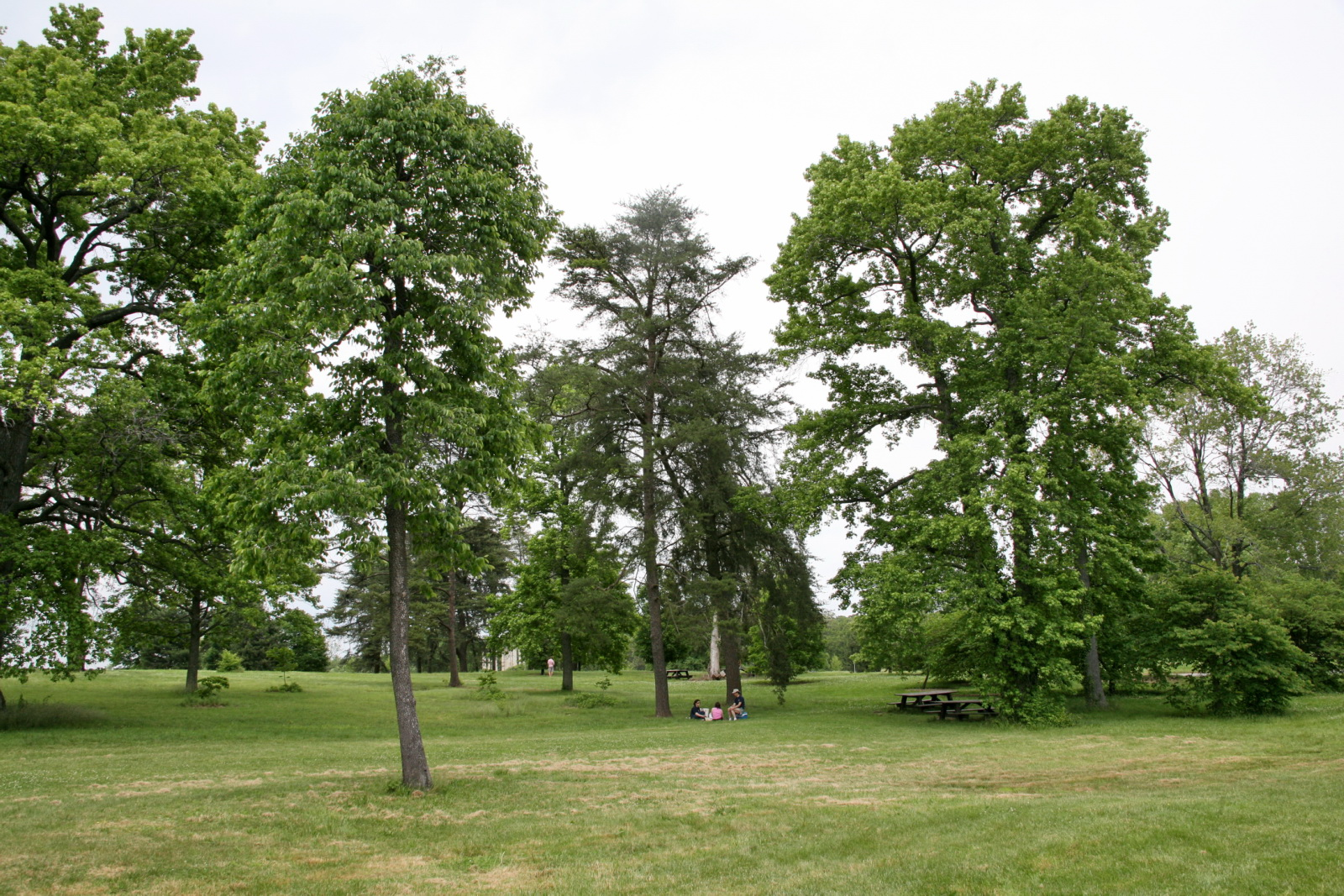
Роща деревьев штатов
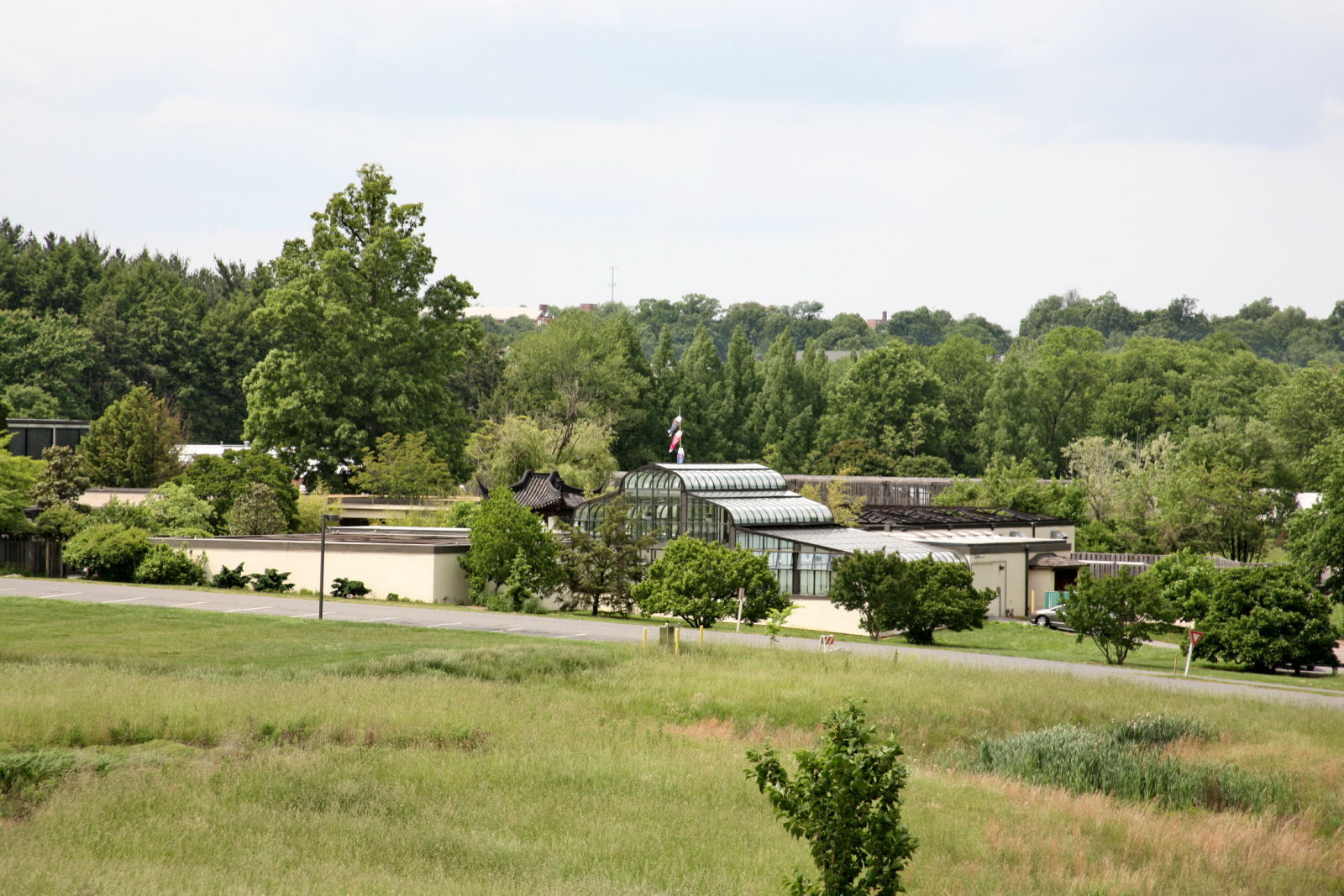
Здание администрации дендрария
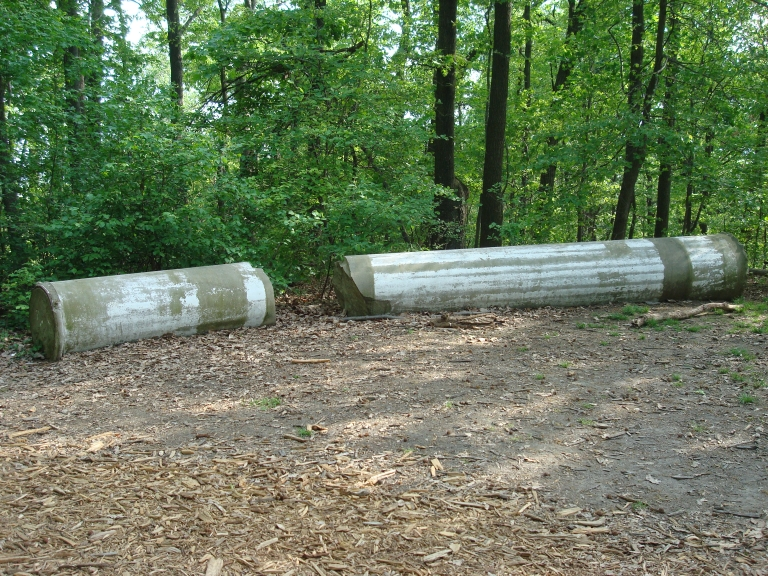
Одна из повреждённых колонн Капитолия